# Sandra Nasić
Sandra Nasić (ur. 25 maja 1976 w Getyndze) – niemiecka wokalistka, autorka tekstów i piosenek. Sandra Nasić znana jest przede wszystkim z występów w zespole muzyki rockowej Guano Apes, którego jest członkinią od 1994 roku. W 2007 roku ukazał się jej debiutancki album solowy zatytułowany The Signal. Nasić gościła ponadto na płytach Apocalyptiki i DJ-a Tomkka.

## Życiorys
Sandra oraz jej siostra urodziły się w Niemczech, ale ich rodzice pochodzili z Chorwacji.
Chciała iść na studia na kierunku sztuki i projektowania, jednak zajęła się muzyką. Zanim dołączyła do Guano Apes w 1994 roku, śpiewała w hip-hopowym zespole Saprize. Z Guano Apes zapoznał ją przyjaciel. Chciał usłyszeć ich opinię na temat wokalistki, którą odkrył do własnego projektu.
W 2001 otrzymała EinsLive Korone dla najlepszej wokalistki.
W lutym 2005, po zakończeniu pożegnalnej trasy koncertowej Guano Apes, Sandra ogłosiła karierę solową, zapowiadając premierę albumu na rok 2006. Solowa płyta Sandry została wydana 28 września. Jest zatytułowana The Signal.
Premiera singla "Fever" odbyła się 21 sierpnia 2007.
W 2009 roku zespół Guano Apes postanowił się zjednoczyć. Sandra razem z zespołem wystąpiła na Przystanku Woodstock 2009.

## Dyskografia
Albumy solowe
| Tytuł      | Rok                                                        | Pozycja na liście |
| Tytuł      | Rok                                                        | GER               |
| ---------- | ---------------------------------------------------------- | ----------------- |
| The Signal | - Data: 16 października 2007 - Wydawca: Supersonic Records | 46                |

Single
| Apocalyptica feat. Sandra Nasić – "Path Vol. 1 & 2"                      | 2001 | 58 | 41 | 4 | 100 | —                  |
| DJ Tomekk feat. Ice-T, Sandra Nasić & Trigga Tha Gambla – "Beat of Life" | 2002 | 52 | 12 | — | 100 | Beat of Life Vol.1 |
| T.Raumschmiere feat. Sandra Nasić – "A Very Loud Lullaby"                | 2005 | —  | —  | — | —   | Blitzkrieg Pop     |
| Sandra Nasić – "Fever"                                                   | 2007 | —  | 64 | — | —   | The Signal         |
| "—" singel nie był notowany.                                             |      |    |    |   |     |                    |